# Еміліо Керер
Еміліо Керер (нім. Emilio Kehrer, нар. 20 березня 2002, Равенсбург, Німеччина) — німецький футболіст, вінгер нідерландського клубу «Віллем ІІ».

## Ігрова кар'єра

### Клубна
Еміліо Керер починав займатися футболом у своєму рідному місті Равенсбург. У 2017 році футболіст перейшов до академії клубу «Фрайбург». У січні 2021 року вперше потрапив до зпявки другої команди «Фрайбурга» на матч Регіональної ліги. В кінці того матчу Кере вийшов на заміну і отримав жовту картку. За два роки допоміг команді вийти у Третю лігу.
У червні 2022 року Керер приєднався до бельгійського клубу «Серкль Брюгге», з яким підписав контракт на три роки.
В липні 2024 року Еміліо Керер перейшов до нідерландського «Віллем ІІ», з яким підписав трирічний контракт.

### Збірна
З 2019 року Еміліо Керер є гравцем юнацьких збірних Німеччини.